# 傑拉爾頓
杰拉尔顿是澳大利亚西澳大利亚州中西部地区最大的沿海城市，距西澳州首府--珀斯以北424公里。2015年杰拉尔顿市人口为41223人（澳大利亚国家统计局预计）， 比2011年人口普查统计人数（37160人）增长10.9%.杰拉尔顿是水上运动：冲浪、风筝冲浪、帆板、潜水、浮潜、钓鱼的胜地； 每年的7月到10月，杰拉尔顿是西澳州最理想的野花观赏地点之一；还有丰富的人文历史，包括原住民历史、海事时期历史、西班牙传教时期历史等。

## 今天的杰拉尔顿
距离珀斯以北424公里，人口超过4万的杰拉尔顿，被列为澳大利亚的地区中心之一。该市拥有繁荣的经济和多元化的行业结构，包括矿业，渔业，制造业，建筑业，零售业和旅游业。作为西澳大利亚州最适宜居住、工作、学习或投资的地方之一，杰拉尔顿是西澳大利亚州中西部地区的首府。杰拉尔顿位于沿海与乡村生活结合的地区，这里全年拥有迷人的气候。冬季温和多雨，秋日伴有温和的夜晚，由于海风吹袭，夏季拥有凉爽的夜晚，春季充满着惊艳绽放的野花，无论什么时候你都可以享受杰拉尔顿给你带来的舒适。杰拉尔顿的海岸线是一个大型的旅游景点，伴有美丽洁净的海滨。地标级景点包括：澳大利亚最高的金属灯塔（普安穆尔灯塔），澳大利亚皇家海军悉尼II号纪念台，位于杰拉尔顿海岸80公里的霍特曼·阿布洛霍斯群岛（Houtman Abrolhos Islands，简称：阿布群岛）。杰拉尔顿拥有多所从幼儿园到12年级的私立和公立学校，还有“杰拉尔顿大学中心”高等院校深造的机会，以及“杜拉克”工学院和“巴塔维亚”海岸海洋研究所。全市拥有悠久的历史以及文化遗产建筑，其中大部分仍然保存完好。杰拉尔顿管辖区还包括：距离市区东北方向98公里的“马勒瓦”（Mullewa）镇；距离市区以南24公里的“格里诺”（Greenough）镇。

## 历史

### 原住民的历史
据明显的证实：原住民在澳大利亚西海岸建立他们的生活至少有4万年的历史，尽管目前还不清楚最早的原住民是否居住在杰拉尔顿附近。生活在杰拉尔顿区域的本地原住民被称为“Yamatji”或“Wajarri”原住民。Wajarri居民的领土包括杰拉尔顿内陆，向西南延伸至马勒瓦（Mullewa），北到“加斯科因·姜欣”（Gascoyne Junction），东到“米卡萨拉”（Meekatharra）。默奇森 - 加斯科因地区的原住民，协助该地区早期定居者，确保永久的水源和使用工具，发展珍珠，牧区和渔业合作。Yamatji艺术拥有绘画的独特风格，采用了数以千计的赭石点构图，其他土系颜料创建模式来展现Yamatji 、Wajarri文化图像。位于“巴塔维亚”海岸旁的西澳杰拉尔顿博物馆展览Yamatji和 Wajarri悠久的文化和历史。

### 欧洲人的到来
杰拉尔顿曾经有许多来访的欧洲水手，17世纪到18世纪，在杰拉尔顿以西60公里的霍特曼·阿布霍洛斯群岛（Houtman Abrolhos islands）遇难的欧洲船支“巴塔维亚”号，船上两名叛逆者于1629年被放逐大陆，尽管没有确凿的证据表明他们是否幸存的登陆于附近的小镇。“巴塔维亚”号（Batavia）是荷兰东印度公司（VOC）舰队的旗舰，在她的第一次航行中就遭受了海难，于1629年6月4日号在霍特曼·阿布洛霍斯群岛的“华勒比”（Wallabi）岛群的“清晨礁”（Morning Reef）遇难。随后，围绕着“巴塔维亚”发生的船员叛变、反击营救、处决叛军事件，成为该地区重要的历史事件。该事件的详细叙述，记录于1897年12月24日的《西澳邮报》题为“阿布洛霍斯的悲剧”一文中。文章翻译自“巴塔维亚”号指挥官Francois Pelsaert记录巴塔维亚号搁浅的日记。在西澳杰拉尔顿博物馆展览有陶管、银币、大炮、原巴塔维亚石门廊，和发生在巴塔维亚海岸著名的历史沉船事件，如：祖多朴（Zuytdorp），泽维克（Zeewijk）和费居德•德雷克（Vergulde Draeck）的文物展览。探险家乔治·格雷（George Grey）在他第二次沿着西澳海岸，损失惨重的远征中，于1839年4月7日途经了现在的“杰拉尔顿”地区。十年后，探险家格雷戈里·奥古斯（Augustus Gregory）来到该地区旅行。他的政党成员：詹姆斯·佩里·沃尔科特（James Perry Walcott），于1848年，在默奇森河床上发现了铅矿石。杰拉尔丁（Geraldine）矿区随后成立，以克莱尔郡家族的查尔斯·菲茨-杰拉德(西澳州第四任州长)的名字命名。杰拉尔顿镇（Geraldton），以州长菲茨-杰拉德（Gerald）的名字命名，于1850年进行了调查，并于1851年开始了土地销售。

### 乡镇转变为城市
1850年后期，许多农场主开始在该地区定居，大约同一时间，因为港口设施在冠军湾（Champion Bay）开工建设。 1871年，杰拉尔顿被正式宣布为一个小镇。 1879年，西澳大利亚州政府开始建设该国的第一个政府投入的铁路，将运输铅矿石，在距离55公里的北安普顿港口建设。港口成为杰拉尔顿经济的重要组成部分，并成为西澳州的主要港口之一。到了1900年代初期在杰拉尔顿成立的捕鱼业，吸引了挪威，丹麦，瑞典和意大利。 1988年，杰拉尔顿镇被正式宣布为城市。今天的港口城市杰拉尔顿，是西澳中西部地区的渔业，制造业，建筑业，农业和旅游业的中心。杰拉尔顿也被称为“世界的龙虾首都”。

## 气候
| 杰拉尔顿            | 杰拉尔顿     | 杰拉尔顿     | 杰拉尔顿     | 杰拉尔顿     | 杰拉尔顿    | 杰拉尔顿     | 杰拉尔顿    | 杰拉尔顿    | 杰拉尔顿    | 杰拉尔顿     | 杰拉尔顿     | 杰拉尔顿     | 杰拉尔顿      |
| 月份                | 1月          | 2月          | 3月          | 4月          | 5月         | 6月          | 7月         | 8月         | 9月         | 10月         | 11月         | 12月         | 全年          |
| ------------------- | ------------ | ------------ | ------------ | ------------ | ----------- | ------------ | ----------- | ----------- | ----------- | ------------ | ------------ | ------------ | ------------- |
| 历史最高温 °C（°F） | 47.7 (117.9) | 47.3 (117.1) | 45.2 (113.4) | 39.4 (102.9) | 36.6 (97.9) | 29.5 (85.1)  | 29.0 (84.2) | 31.6 (88.9) | 35.5 (95.9) | 40.7 (105.3) | 43.8 (110.8) | 46.8 (116.2) | 47.7 (117.9)  |
| 平均高温 °C（°F）   | 31.6 (88.9)  | 32.5 (90.5)  | 30.9 (87.6)  | 27.6 (81.7)  | 24.0 (75.2) | 20.9 (69.6)  | 19.5 (67.1) | 20.0 (68.0) | 22.0 (71.6) | 24.4 (75.9)  | 27.1 (80.8)  | 29.4 (84.9)  | 25.8 (78.4)   |
| 平均低温 °C（°F）   | 18.3 (64.9)  | 19.1 (66.4)  | 17.9 (64.2)  | 15.4 (59.7)  | 12.9 (55.2) | 11.0 (51.8)  | 9.5 (49.1)  | 8.9 (48.0)  | 9.2 (48.6)  | 10.9 (51.6)  | 13.8 (56.8)  | 16.3 (61.3)  | 13.6 (56.5)   |
| 历史最低温 °C（°F） | 9.4 (48.9)   | 10.0 (50.0)  | 8.8 (47.8)   | 6.1 (43.0)   | 2.1 (35.8)  | 0.5 (32.9)   | 0.8 (33.4)  | 1.2 (34.2)  | 1.2 (34.2)  | 2.4 (36.3)   | 3.8 (38.8)   | 7.7 (45.9)   | 0.5 (32.9)    |
| 平均降水量 mm（）   | 5.7 (0.22)   | 11.0 (0.43)  | 15.9 (0.63)  | 24.1 (0.95)  | 69.9 (2.75) | 100.4 (3.95) | 92.7 (3.65) | 64.5 (2.54) | 32.5 (1.28) | 19.0 (0.75)  | 9.3 (0.37)   | 5.4 (0.21)   | 448.6 (17.66) |
| 来源：              |              |              |              |              |             |              |             |             |             |              |              |              |               |

## 友好城市
- 廣東省湛江（中華人民共和國）浙江省舟山

## 外部連結
- City of Greater Geraldton （页面存档备份，存于）
- 西澳杰拉尔顿博物館 （页面存档备份，存于）
- HMAS Sydney II Memorial Geraldton
- 杰拉尔顿港务局 （页面存档备份，存于）
- Geraldton-Greenough Regional Library （页面存档备份，存于）